# Bahnstrecke Tarascon–Sète-Ville
| 2 TGV-Züge im Bahnhof Montpellier |                      |                                                                      |                                                                      |
| Lage der Strecke |                      |                                                                      |                                                                      |
| Streckennummer (SNCF): | 810 000              |                                                                      |                                                                      |
| Streckenlänge: | 106 km               |                                                                      |                                                                      |
| Spurweite: | 1435 mm (Normalspur) |                                                                      |                                                                      |
| Stromsystem: | 1500 V =             |                                                                      |                                                                      |
| Zweigleisigkeit: | ja                   |                                                                      |                                                                      |
| |                      |                                                                      |                                                                      |
| \| \| \| Bahnstrecke Paris–Marseille von Paris Gare-de-Lyon \| \| \| \| \| Bahnstrecke Paris–Marseille v./ n. Marseille St-Charles \| \| \| \| \| Bahnstrecke Tarascon–Orgon nach Orgon \| \| \| \| 0,000 \| Tarascon Keilbahnhof \| Tarascon Keilbahnhof \| \| \| 0,474 \| Viaduc sur le Rhône (Rhône; 596 m) \| Viaduc sur le Rhône (Rhône; 596 m) \| \| \| 0,839 \| Beaucaire \| Beaucaire \| \| \| 0,896 \| Rhône-Sète-Kanal \| Rhône-Sète-Kanal \| \| \| 2,524 \| Rhône-Sète-Kanal \| Rhône-Sète-Kanal \| \| \| 2,924 \| Beaucaire-Marchandises \| Beaucaire-Marchandises \| \| \| \| Bahnstrecke Martinet–Beaucaire nach Le Martinet \| \| \| \| 3,807 \| Viaduc de Génestet (370 m) \| Viaduc de Génestet (370 m) \| \| \| 4,895 \| Viaduc du Mas de l’Abbé (72 m) \| Viaduc du Mas de l’Abbé (72 m) \| \| \| 5,225 \| Tunnel de Beaucaire (301 m) \| Tunnel de Beaucaire (301 m) \| \| \| 6,935 \| Viaduc (110 m) \| Viaduc (110 m) \| \| \| 8,230 \| Viaduc de la Fontaine-du-Roy (68 m) \| Viaduc de la Fontaine-du-Roy (68 m) \| \| \| 11,305 \| Jonquières-Saint-Vincent \| Jonquières-Saint-Vincent \| \| \| \| Abzw. Jonquières \| \| \| \| 14,291 \| Nîmes-Pont-du-Gard LGV Méditerranée \| Nîmes-Pont-du-Gard LGV Méditerranée \| \| \| \| Instandhaltungsbasis Redessan (LGV Méditerranée) \| \| \| \| 15,750 \| Abzw. Manduel; von Valence TGV/Avignon TGV \| Abzw. Manduel; von Valence TGV/Avignon TGV \| \| \| \| Abzw. Saint-Gervasy (nur Güterverkehr) \| \| \| \| \| Contournement de Nîmes et Montpellier n. Montpellier-S.-d.-F. \| \| \| \| 16,814 \| Manduel-Redessan \| Manduel-Redessan \| \| \| 20,714 \| Vistre \| Vistre \| \| \| \| Bahnstrecke Givors-Canal–Grezan aus Givors-Canal \| \| \| \| 22,114 \| Grezan \| Grezan \| \| \| \| Rangierbahnhof Nîmes-Courbessac \| \| \| \| \| Cevennenbahn aus Saint-Germain-des-Fossés \| \| \| \| 26,850 \| Viaduc de Nîmes (1669 m) \| Viaduc de Nîmes (1669 m) \| \| \| 27,150 \| Nîmes \| Nîmes \| \| \| \| \| \| \| \| 30,919 \| Nîmes-Saint Césaire \| Nîmes-Saint Césaire \| \| \| \| Bahnstrecke Sommières–Saint-Césaire nach Sommières \| \| \| \| 31,958 \| Bahnstrecke Saint-Césaire–Le Grau-du-Roi n. Le Grau-du-Roi \| Bahnstrecke Saint-Césaire–Le Grau-du-Roi n. Le Grau-du-Roi \| \| \| 34,353 \| Milhaud \| Milhaud \| \| \| 36,5xx \| Bernis \| Bernis \| \| \| 38,872 \| Uchaud \| Uchaud \| \| \| 40,988 \| Anschlussgleis Perrier \| Anschlussgleis Perrier \| \| \| 43,423 \| Vergèze-Codognan \| Vergèze-Codognan \| \| \| 43,890 \| Viaduc du Rhôny (68 m) \| Viaduc du Rhôny (68 m) \| \| \| 45,509 \| Anschlussgleis Syngenta \| Anschlussgleis Syngenta \| \| \| 45,936 \| Aigues-Vives \| Aigues-Vives \| \| \| \| Bahnstrecke Sommières–Gallargues aus Sommières \| \| \| \| 48,098 \| Gallargues Keilbahnhof \| Gallargues Keilbahnhof \| \| \| 48,604 \| Viaduc de Gallargues (Le Cubelle; 544 m) \| Viaduc de Gallargues (Le Cubelle; 544 m) \| \| \| 49,242 \| Viaduc du Vidourle (Vidourle; 544 m) \| Viaduc du Vidourle (Vidourle; 544 m) \| \| \| 49,962 \| Contournement de Nîmes et Montpellier \| Contournement de Nîmes et Montpellier \| \| \| 50,632 \| Canal du Bas-Rhône Languedoc (22 m) \| Canal du Bas-Rhône Languedoc (22 m) \| \| \| \| Bahnstrecke Arles–Lunel aus Arles \| \| \| \| 53,478 \| Lunel \| Lunel \| \| \| 56,558 \| Lunel-Viel \| Lunel-Viel \| \| \| 57,875 \| Canal du Bas-Rhône Languedoc (32 m) \| Canal du Bas-Rhône Languedoc (32 m) \| \| \| 59,416 \| Valergues-Lansargues \| Valergues-Lansargues \| \| \| \| Abzw. Saint-Brès (Option, zurückgestellt) \| \| \| \| 60,396 \| Contournement de Nîmes et Montpellier \| Contournement de Nîmes et Montpellier \| \| \| 62,160 \| Viaduc de Saint-Brès (Bérange; 200 m) \| Viaduc de Saint-Brès (Bérange; 200 m) \| \| \| 62,369 \| Saint-Brès-Mudaison \| Saint-Brès-Mudaison \| \| \| 64,254 \| Baillargues \| Baillargues \| \| \| 68,385 \| Saint-Aunès \| Saint-Aunès \| \| \| 69,065 \| Salaison (40 m) \| Salaison (40 m) \| \| \| \| \| \| \| \| \| Bahnstrecke Mas-des-Gardies–Les Mazes-le-Crès aus Le Mas-des-Gardies \| \| \| \| \| \| \| \| \| 70,413 \| Les Mazes-Le Crès \| Les Mazes-Le Crès \| \| \| \| Überdeckung Sablassou (72 m) \| \| \| \| 72,948 \| Castelnau \| Castelnau \| \| \| 74,036 \| Viaduc du Lez (Lez; 105 m) \| Viaduc du Lez (Lez; 105 m) \| \| \| \| Galerie du Polygone (444 m) \| \| \| \| 76,959 \| Montpellier Saint-Roch \| Montpellier Saint-Roch \| \| \| \| Bahnstrecke Paulhan–Montpellier nach Saint-Jean-de-Védas \| \| \| \| 78,576 \| Montpellier-Les-Près-d'Arènes \| Montpellier-Les-Près-d'Arènes \| \| \| 80,xxx \| Abzw. Saint-Jean-de-Védas (geplant) \| Abzw. Saint-Jean-de-Védas (geplant) \| \| \| 81,549 \| CNM; Neubaustrecke Montpellier–Perpignan (geplant) \| CNM; Neubaustrecke Montpellier–Perpignan (geplant) \| \| \| 82,619 \| Abzw. Lattes \| Abzw. Lattes \| \| \| 83,834 \| Viaduc de la Mosson (Mosson; 124 m) \| Viaduc de la Mosson (Mosson; 124 m) \| \| \| 84,310 \| Villeneuve-lès-Maguelone \| Villeneuve-lès-Maguelone \| \| \| 90,634 \| Vic-Mireval \| Vic-Mireval \| \| \| 97,97 \| Frontignan \| Frontignan \| \| \| 97,770 \| Pont sur le canal des Étangs (Canal du Rhône à Sète; 46 m) \| Pont sur le canal des Étangs (Canal du Rhône à Sète; 46 m) \| \| \| \| Anschlussgleis Öldepot \| \| \| \| 101,435 \| Abzw. La Peyrade \| Abzw. La Peyrade \| \| \| \| Sète-Méditerranée \| \| \| \| \| Pont sur le canal de la Peyrade \| \| \| \| 103,920 \| Bahnstrecke Sète-Ville–Montbazin-Gigean aus Montbazin \| Bahnstrecke Sète-Ville–Montbazin-Gigean aus Montbazin \| \| \| 104,530 \| Sète \| Sète \| \| \| 104,878 \| Pont Maréchal-Foch (Canal Royal; 125 m) \| Klappbrücke \| \| \| 106,000474,420 \| Ehemalige Schnittstelle P.L.M./Midi \| Ehemalige Schnittstelle P.L.M./Midi \| \| \| \| Bahnstrecke Sète–Bordeaux nach Narbonne/Bordeaux \| \| |                      |                                                                      |                                                                      |
| Strecke |                      | Bahnstrecke Paris–Marseille von Paris Gare-de-Lyon                   | Bahnstrecke Paris–Marseille von Paris Gare-de-Lyon                   |
| Abzweig geradeaus, nach links und von links |                      | Bahnstrecke Paris–Marseille v./ n. Marseille St-Charles              | Bahnstrecke Paris–Marseille v./ n. Marseille St-Charles              |
| Strecke · Strecke (außer Betrieb) |                      | Bahnstrecke Tarascon–Orgon nach Orgon                                | Bahnstrecke Tarascon–Orgon nach Orgon                                |
| Bahnhof · Kopfbahnhof Streckenende (Strecke außer Betrieb) | 0,000                | Tarascon Keilbahnhof                                                 | Tarascon Keilbahnhof                                                 |
| Brücke über Wasserlauf | 0,474                | Viaduc sur le Rhône (Rhône; 596 m)                                   | Viaduc sur le Rhône (Rhône; 596 m)                                   |
| Haltepunkt / Haltestelle | 0,839                | Beaucaire                                                            | Beaucaire                                                            |
| Brücke über Wasserlauf | 0,896                | Rhône-Sète-Kanal                                                     | Rhône-Sète-Kanal                                                     |
| Brücke über Wasserlauf | 2,524                | Rhône-Sète-Kanal                                                     | Rhône-Sète-Kanal                                                     |
| Dienststation / Betriebs- oder Güterbahnhof | 2,924                | Beaucaire-Marchandises                                               | Beaucaire-Marchandises                                               |
| Abzweig geradeaus und nach rechts |                      | Bahnstrecke Martinet–Beaucaire nach Le Martinet                      | Bahnstrecke Martinet–Beaucaire nach Le Martinet                      |
| Brücke | 3,807                | Viaduc de Génestet (370 m)                                           | Viaduc de Génestet (370 m)                                           |
| Brücke | 4,895                | Viaduc du Mas de l’Abbé (72 m)                                       | Viaduc du Mas de l’Abbé (72 m)                                       |
| Tunnel | 5,225                | Tunnel de Beaucaire (301 m)                                          | Tunnel de Beaucaire (301 m)                                          |
| Brücke | 6,935                | Viaduc (110 m)                                                       | Viaduc (110 m)                                                       |
| Brücke | 8,230                | Viaduc de la Fontaine-du-Roy (68 m)                                  | Viaduc de la Fontaine-du-Roy (68 m)                                  |
| ehemaliger Haltepunkt / Haltestelle | 11,305               | Jonquières-Saint-Vincent                                             | Jonquières-Saint-Vincent                                             |
| Abzweig geradeaus und nach links · Strecke von rechts |                      | Abzw. Jonquières                                                     | Abzw. Jonquières                                                     |
| Abzweig quer und von rechts · Turmbahnhof geradeaus unten · Abzweig geradeaus und von rechts | 14,291               | Nîmes-Pont-du-Gard LGV Méditerranée                                  | Nîmes-Pont-du-Gard LGV Méditerranée                                  |
| Dienststation / Betriebs- oder Güterbahnhof · Strecke · Strecke |                      | Instandhaltungsbasis Redessan (LGV Méditerranée)                     | Instandhaltungsbasis Redessan (LGV Méditerranée)                     |
| Strecke nach links · Abzweig geradeaus und von rechts · Strecke | 15,750               | Abzw. Manduel; von Valence TGV/Avignon TGV                           | Abzw. Manduel; von Valence TGV/Avignon TGV                           |
| Strecke von links · Kreuzung geradeaus oben · Abzweig geradeaus und von rechts |                      | Abzw. Saint-Gervasy (nur Güterverkehr)                               | Abzw. Saint-Gervasy (nur Güterverkehr)                               |
| Strecke · Strecke nach links |                      | Contournement de Nîmes et Montpellier n. Montpellier-S.-d.-F.        | Contournement de Nîmes et Montpellier n. Montpellier-S.-d.-F.        |
| ehemaliger Haltepunkt / Haltestelle | 16,814               | Manduel-Redessan                                                     | Manduel-Redessan                                                     |
| Brücke über Wasserlauf | 20,714               | Vistre                                                               | Vistre                                                               |
| Abzweig quer, nach links und nach rechts · Abzweig geradeaus und von rechts |                      | Bahnstrecke Givors-Canal–Grezan aus Givors-Canal                     | Bahnstrecke Givors-Canal–Grezan aus Givors-Canal                     |
| ehemaliger Bahnhof | 22,114               | Grezan                                                               | Grezan                                                               |
| Dienststation / Betriebs- oder Güterbahnhof |                      | Rangierbahnhof Nîmes-Courbessac                                      | Rangierbahnhof Nîmes-Courbessac                                      |
| Abzweig geradeaus, nach rechts und von rechts |                      | Cevennenbahn aus Saint-Germain-des-Fossés                            | Cevennenbahn aus Saint-Germain-des-Fossés                            |
| Strecke Anfang Hochstrecke | 26,850               | Viaduc de Nîmes (1669 m)                                             | Viaduc de Nîmes (1669 m)                                             |
| Bahnhof | 27,150               | Nîmes                                                                | Nîmes                                                                |
| Strecke Ende Hochstrecke |                      |                                                                      |                                                                      |
| Haltepunkt / Haltestelle | 30,919               | Nîmes-Saint Césaire                                                  | Nîmes-Saint Césaire                                                  |
| Abzweig geradeaus und ehemals nach rechts |                      | Bahnstrecke Sommières–Saint-Césaire nach Sommières                   | Bahnstrecke Sommières–Saint-Césaire nach Sommières                   |
| Abzweig geradeaus und nach links | 31,958               | Bahnstrecke Saint-Césaire–Le Grau-du-Roi n. Le Grau-du-Roi           | Bahnstrecke Saint-Césaire–Le Grau-du-Roi n. Le Grau-du-Roi           |
| Haltepunkt / Haltestelle | 34,353               | Milhaud                                                              | Milhaud                                                              |
| ehemaliger Haltepunkt / Haltestelle | 36,5xx               | Bernis                                                               | Bernis                                                               |
| Haltepunkt / Haltestelle | 38,872               | Uchaud                                                               | Uchaud                                                               |
| Blockstelle | 40,988               | Anschlussgleis Perrier                                               | Anschlussgleis Perrier                                               |
| Bahnhof | 43,423               | Vergèze-Codognan                                                     | Vergèze-Codognan                                                     |
| Brücke über Wasserlauf | 43,890               | Viaduc du Rhôny (68 m)                                               | Viaduc du Rhôny (68 m)                                               |
| ehemalige Blockstelle | 45,509               | Anschlussgleis Syngenta                                              | Anschlussgleis Syngenta                                              |
| ehemaliger Bahnhof | 45,936               | Aigues-Vives                                                         | Aigues-Vives                                                         |
| Abzweig geradeaus und ehemals von rechts |                      | Bahnstrecke Sommières–Gallargues aus Sommières                       | Bahnstrecke Sommières–Gallargues aus Sommières                       |
| Haltepunkt / Haltestelle | 48,098               | Gallargues Keilbahnhof                                               | Gallargues Keilbahnhof                                               |
| Brücke über Wasserlauf | 48,604               | Viaduc de Gallargues (Le Cubelle; 544 m)                             | Viaduc de Gallargues (Le Cubelle; 544 m)                             |
| Brücke über Wasserlauf | 49,242               | Viaduc du Vidourle (Vidourle; 544 m)                                 | Viaduc du Vidourle (Vidourle; 544 m)                                 |
| Kreuzung geradeaus unten | 49,962               | Contournement de Nîmes et Montpellier                                | Contournement de Nîmes et Montpellier                                |
| Brücke über Wasserlauf | 50,632               | Canal du Bas-Rhône Languedoc (22 m)                                  | Canal du Bas-Rhône Languedoc (22 m)                                  |
| Abzweig geradeaus und ehemals von links |                      | Bahnstrecke Arles–Lunel aus Arles                                    | Bahnstrecke Arles–Lunel aus Arles                                    |
| Bahnhof | 53,478               | Lunel                                                                | Lunel                                                                |
| Haltepunkt / Haltestelle | 56,558               | Lunel-Viel                                                           | Lunel-Viel                                                           |
| Brücke über Wasserlauf | 57,875               | Canal du Bas-Rhône Languedoc (32 m)                                  | Canal du Bas-Rhône Languedoc (32 m)                                  |
| Haltepunkt / Haltestelle | 59,416               | Valergues-Lansargues                                                 | Valergues-Lansargues                                                 |
| Abzweig geradeaus und ehemals nach links · Strecke von rechts (außer Betrieb) |                      | Abzw. Saint-Brès (Option, zurückgestellt)                            | Abzw. Saint-Brès (Option, zurückgestellt)                            |
| Kreuzung geradeaus unten · Abzweig quer und ehemals nach links | 60,396               | Contournement de Nîmes et Montpellier                                | Contournement de Nîmes et Montpellier                                |
| Brücke über Wasserlauf | 62,160               | Viaduc de Saint-Brès (Bérange; 200 m)                                | Viaduc de Saint-Brès (Bérange; 200 m)                                |
| ehemaliger Haltepunkt / Haltestelle | 62,369               | Saint-Brès-Mudaison                                                  | Saint-Brès-Mudaison                                                  |
| Haltepunkt / Haltestelle | 64,254               | Baillargues                                                          | Baillargues                                                          |
| Haltepunkt / Haltestelle | 68,385               | Saint-Aunès                                                          | Saint-Aunès                                                          |
| Brücke über Wasserlauf | 69,065               | Salaison (40 m)                                                      | Salaison (40 m)                                                      |
| |                      |                                                                      |                                                                      |
| Abzweig geradeaus und ehemals von rechts |                      | Bahnstrecke Mas-des-Gardies–Les Mazes-le-Crès aus Le Mas-des-Gardies | Bahnstrecke Mas-des-Gardies–Les Mazes-le-Crès aus Le Mas-des-Gardies |
| |                      |                                                                      |                                                                      |
| ehemaliger Bahnhof | 70,413               | Les Mazes-Le Crès                                                    | Les Mazes-Le Crès                                                    |
| Tunnel |                      | Überdeckung Sablassou (72 m)                                         | Überdeckung Sablassou (72 m)                                         |
| ehemaliger Haltepunkt / Haltestelle | 72,948               | Castelnau                                                            | Castelnau                                                            |
| Brücke über Wasserlauf | 74,036               | Viaduc du Lez (Lez; 105 m)                                           | Viaduc du Lez (Lez; 105 m)                                           |
| Tunnel |                      | Galerie du Polygone (444 m)                                          | Galerie du Polygone (444 m)                                          |
| Bahnhof Streckenanfang und Streckenende (im Tunnel) | 76,959               | Montpellier Saint-Roch                                               | Montpellier Saint-Roch                                               |
| Abzweig geradeaus und ehemals nach rechts |                      | Bahnstrecke Paulhan–Montpellier nach Saint-Jean-de-Védas             | Bahnstrecke Paulhan–Montpellier nach Saint-Jean-de-Védas             |
| Blockstelle | 78,576               | Montpellier-Les-Près-d'Arènes                                        | Montpellier-Les-Près-d'Arènes                                        |
| Strecke von links (außer Betrieb) · Abzweig geradeaus und ehemals nach rechts | 80,xxx               | Abzw. Saint-Jean-de-Védas (geplant)                                  | Abzw. Saint-Jean-de-Védas (geplant)                                  |
| Abzweig quer und nach rechts (Strecke außer Betrieb) · Kreuzung geradeaus unten (Querstrecke außer Betrieb) · Abzweig ehemals quer und von links | 81,549               | CNM; Neubaustrecke Montpellier–Perpignan (geplant)                   | CNM; Neubaustrecke Montpellier–Perpignan (geplant)                   |
| Abzweig geradeaus und von links · Strecke nach rechts | 82,619               | Abzw. Lattes                                                         | Abzw. Lattes                                                         |
| Brücke über Wasserlauf | 83,834               | Viaduc de la Mosson (Mosson; 124 m)                                  | Viaduc de la Mosson (Mosson; 124 m)                                  |
| Haltepunkt / Haltestelle | 84,310               | Villeneuve-lès-Maguelone                                             | Villeneuve-lès-Maguelone                                             |
| Haltepunkt / Haltestelle | 90,634               | Vic-Mireval                                                          | Vic-Mireval                                                          |
| Bahnhof | 97,97                | Frontignan                                                           | Frontignan                                                           |
| Brücke über Wasserlauf | 97,770               | Pont sur le canal des Étangs (Canal du Rhône à Sète; 46 m)           | Pont sur le canal des Étangs (Canal du Rhône à Sète; 46 m)           |
| Blockstelle |                      | Anschlussgleis Öldepot                                               | Anschlussgleis Öldepot                                               |
| Abzweig geradeaus und nach links · Strecke von rechts | 101,435              | Abzw. La Peyrade                                                     | Abzw. La Peyrade                                                     |
| Strecke · Betriebs-/Güterbahnhof Streckenende |                      | Sète-Méditerranée                                                    | Sète-Méditerranée                                                    |
| Brücke über Wasserlauf |                      | Pont sur le canal de la Peyrade                                      | Pont sur le canal de la Peyrade                                      |
| Abzweig geradeaus und ehemals von rechts | 103,920              | Bahnstrecke Sète-Ville–Montbazin-Gigean aus Montbazin                | Bahnstrecke Sète-Ville–Montbazin-Gigean aus Montbazin                |
| Bahnhof | 104,530              | Sète                                                                 | Sète                                                                 |
| | 104,878              | Pont Maréchal-Foch (Canal Royal; 125 m)                              | Klappbrücke                                                          |
| Kilometer-Wechsel | 106,000474,420       | Ehemalige Schnittstelle P.L.M./Midi                                  | Ehemalige Schnittstelle P.L.M./Midi                                  |
| Strecke |                      | Bahnstrecke Sète–Bordeaux nach Narbonne/Bordeaux                     | Bahnstrecke Sète–Bordeaux nach Narbonne/Bordeaux                     |

Die Bahnstrecke Tarascon-Sète ist eine Hauptstrecke in Südfrankreich und ist Teil der Magistrale Lyon/Marseille – Narbonne – Port-Bou/Bordeaux, also der West-Ost-Achse in Südfrankreich. Neben Fernverkehrszügen der Gattungen TGV, Intercités und Intercités de nuit (Nachtzüge) wird sie auch von Nahverkehrszügen TER bedient.

## Geschichte
Der Anfang der Strecke ist auf das Jahr 1839 zurückzuführen, als die Teilstücke zwischen Sète und Montpellier beziehungsweise zwischen Nîmes und Beaucaire eröffnet wurden. 1845 folgte der Abschnitt Nîmes–Montpellier. Für letztgenannte Strecke wurde in Montpellier ein zweiter Bahnhof errichtet, 300 Meter östlich desjenigen der Sète-Gesellschaft. An diesem Standort befindet sich der heutige Bahnhof Montpellier-Saint Roch. Im Jahr 1852 wurden die beiden ursprünglichen Bahnhöfe zusammengelegt, weil jetzt unter den Fittichen der Eisenbahngesellschaft PLM die Strecke zu einer durchgehenden Magistrale werden sollte. 1852 folgte die Eisenbahnbrücke Tarascon–Beaucaire als das letzte Teilstück zwischen Tarascon und Beaucaire. Damit wurde die gesamte Strecke durchgehend befahrbar.
1980 begann das Zeitalter des Hochgeschwindigkeitszuges TGV. Zunächst wurden nur Nîmes und Montpellier angefahren. Später folgten Verlängerungen in Richtung Süden und Westen, die auch den Bahnhof Sète an das Hochgeschwindigkeitsnetz anschlossen. Für die Hochgeschwindigkeitszüge waren diverse Baumaßnahmen nötig. So wurde der Bahnhof von Montpellier von Grund auf neu errichtet.
Durch die Inbetriebnahme im Jahr 2001 der Schnellfahrstrecke LGV Méditerranée verlor der nördliche Abschnitt Tarascon–Manduel einen großen Teil des Fernverkehrs an diese. Fortan fuhren die TGV aus Norden kommend über den „Languedoc-Roussillon“-Ast der Neubaustrecke und kamen erst kurz vor Nîmes auf die Altstrecke.
Aufgrund der hohen Auslastung der Strecke durch den Personen- und Güterverkehr wurde zwischen 2014 und 2017 das Contournement de Nîmes et Montpellier zwischen Manduel und Lattes als Verlängerung der LGV Méditerranée gebaut. Diese ist als Mischverkehrsstrecke ausgelegt und dient dem schnellen Personenfernverkehr wie auch dem Güterverkehr. Die Inbetriebnahme für den Güterverkehr erfolgte Ende 2017, der Personenverkehr nutzt diese seit Juli 2018. Für die Erschließung von Nîmes und Montpellier wurden neue Bahnhöfe an dieser Strecke erstellt: Nîmes-Pont-Du-Gard und Montpellier-Sud-de-France, womit ein Teil der TGV die Altstrecke heute nicht mehr nutzen.

## Betrieb
Die Bahnstrecke dient sowohl dem Personen- als auch dem Güterverkehr.

### Internationaler Fernverkehr

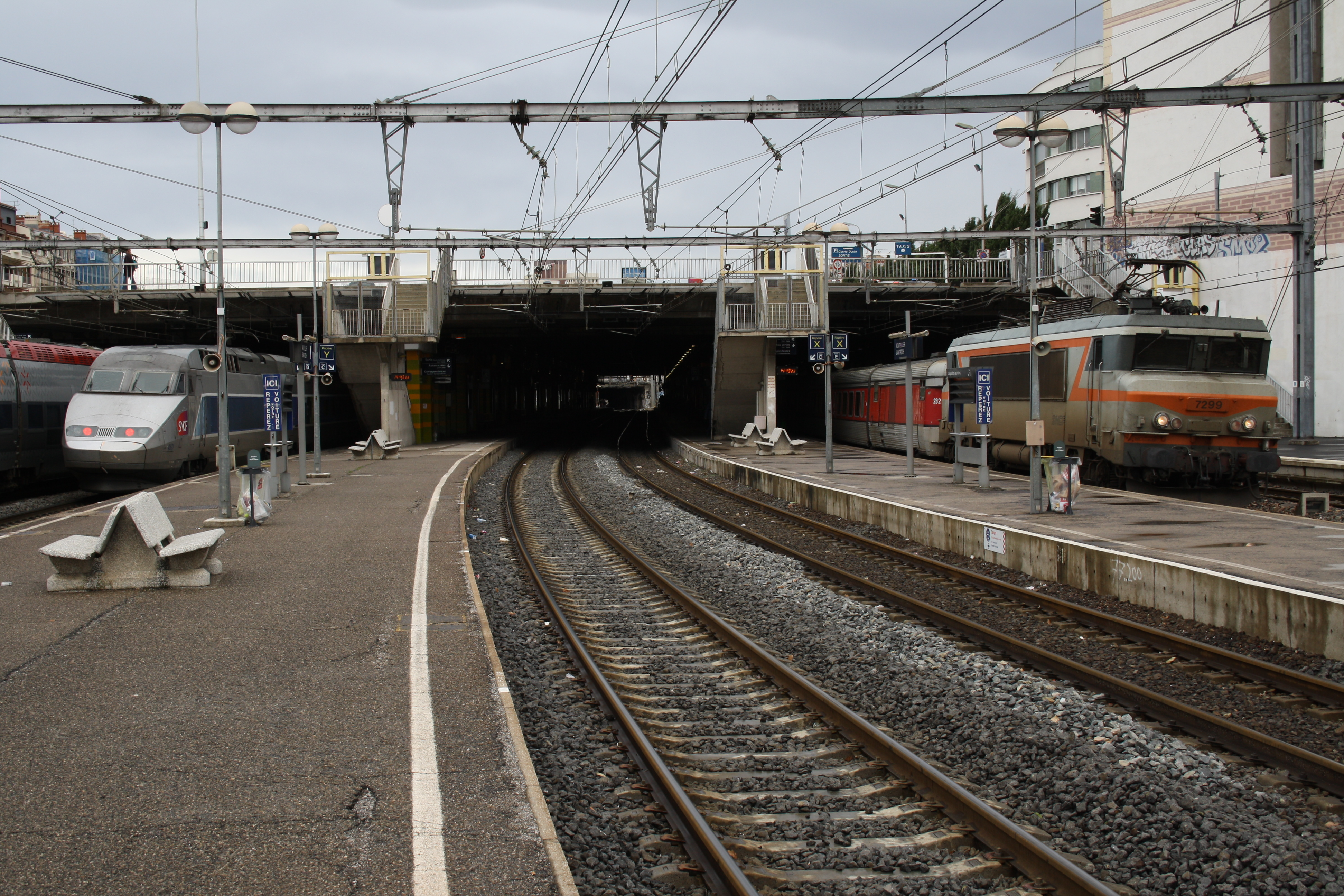
TGV Réseau und Talgo III RD in Montpellier-Saint-Roch, 2009

Im internationalen Fernverkehr wird die Strecke von den durch Elipsos betriebenen Zügen befahren. Es handelt sich um spanische und französische Hochgeschwindigkeitszüge, die unter dem Namen Renfe-SNCF en cooperación / en coopération verkehren. Die Züge halten in Nîmes und Montpellier:
- Marseille – Madrid
- Paris Gare de Lyon – Barcelona
- Lyon – Barcelona

Bis Ende 2013 gab es eine tägliche internationale Fernverkehrsverbindung mit Talgo-Zügen von Montpellier Saint-Roch über Barcelona Sants nach Cartagena. Einziger Halt auf der Strecke war der Anfangsbahnhof Montpellier.
Die Trenhotel- bzw. EuroNight-Züge des Unternehmens Elipsos von Paris–Mailand/Zürich nach Barcelona/Madrid befuhren jeweils bis zu ihrer Einstellung Ende 2012 und 2013 die Strecke ohne Zwischenhalt.

### Innerfranzösischer Fernverkehr

#### TGV

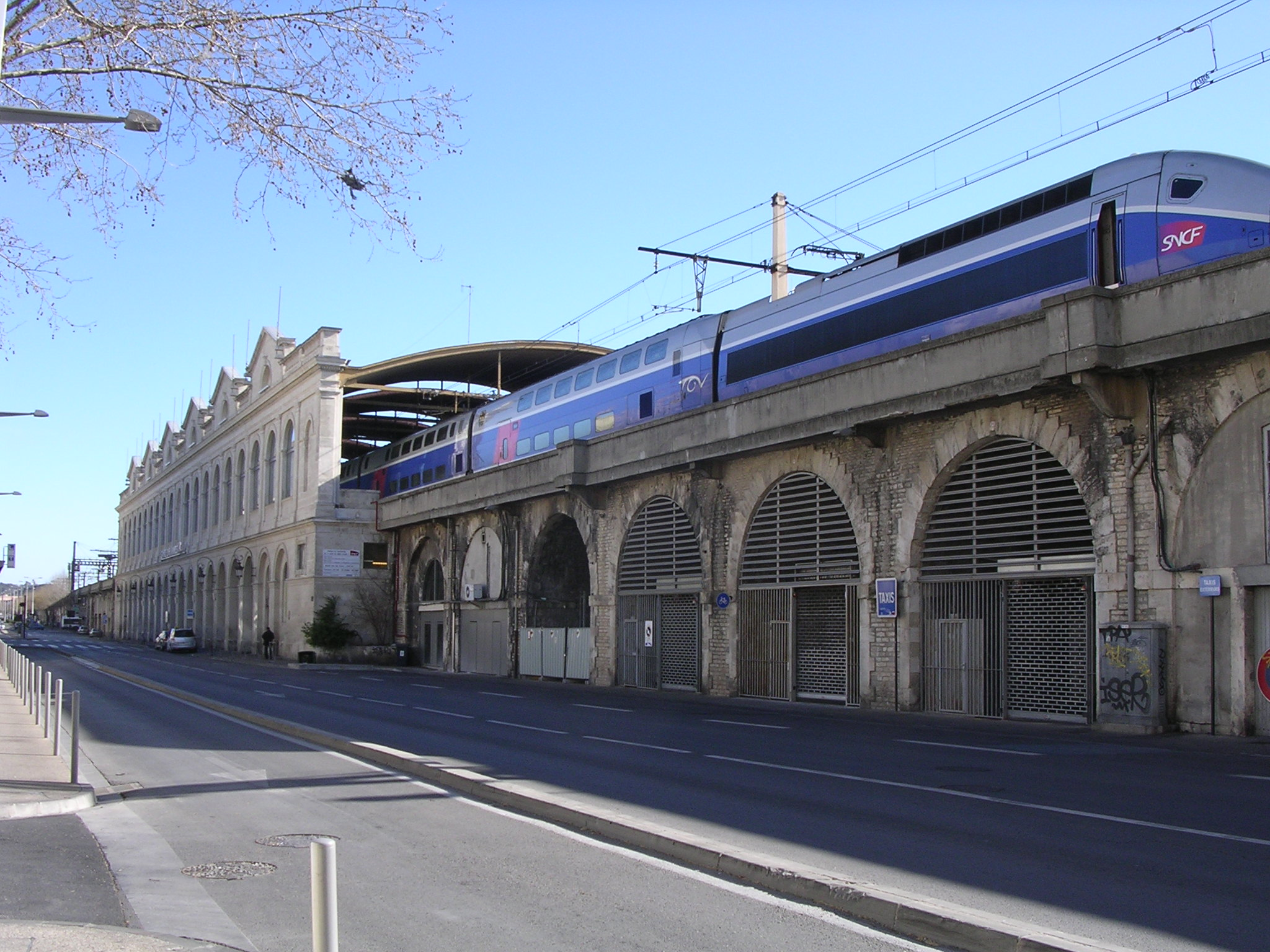
TGV-Zug im Bahnhof von Nîmes

Im Fernverkehr nutzt der TGV mit diversen Relationen die Strecke. Einzelne Zugläufe werden bis nach Brüssel in Belgien verlängert.
- Montpellier – Paris Gare de Lyon–Genf–Metz / Mulhouse–Straßburg / Nantes: zwischen Montpellier und Nîmes
- Perpignan/Béziers – Montpellier – Nîmes – Paris Gare de Lyon: zwischen Sète und Nîmes
- Bruxelles – Lille – Montpellier – Perpignan/Toulouse: zwischen Sète und Nîmes
- Toulouse – Montpellier – Nîmes – Marseille: zwischen Sète und Nîmes
- Bordeaux – Montpellier – Nîmes – Dijon: zwischen Sète und Nîmes

TGV-Bahnhöfe sind Nîmes, Montpellier und Sète. In Sète halten nur einige der obengenannten Verbindungen.

#### Intercités
Zudem verkehren Intercités-Züge, die aus modernisierten Corail-Wagen gebildet sind. Sie nutzen mit folgender Verbindung die Strecke:
- Bordeaux – Montpellier – Marseille (– Nizza): zwischen Sète und Tarascon

Die Linie Clermont-Ferrand – Nîmes – Marseille nutzte die Strecke zwischen Nîmes und Tarascon. Inzwischen verkehrt sie nur noch zwischen Nîmes und Clermont-Ferrand.

#### Nachtzüge
Zwei Nachtzugverbindungen Intercités de nuit befahren die Strecke ebenfalls:
- Straßburg – Montpellier – Port Bou: zwischen Tarascon und Sète
- Luxemburg – Montpellier – Port Bou: zwischen Tarascon und Sète

Die Intercités- und Intercités de nuit-Züge halten in Sète, Montpellier, Nîmes und Tarascon.

### Regionalverkehr

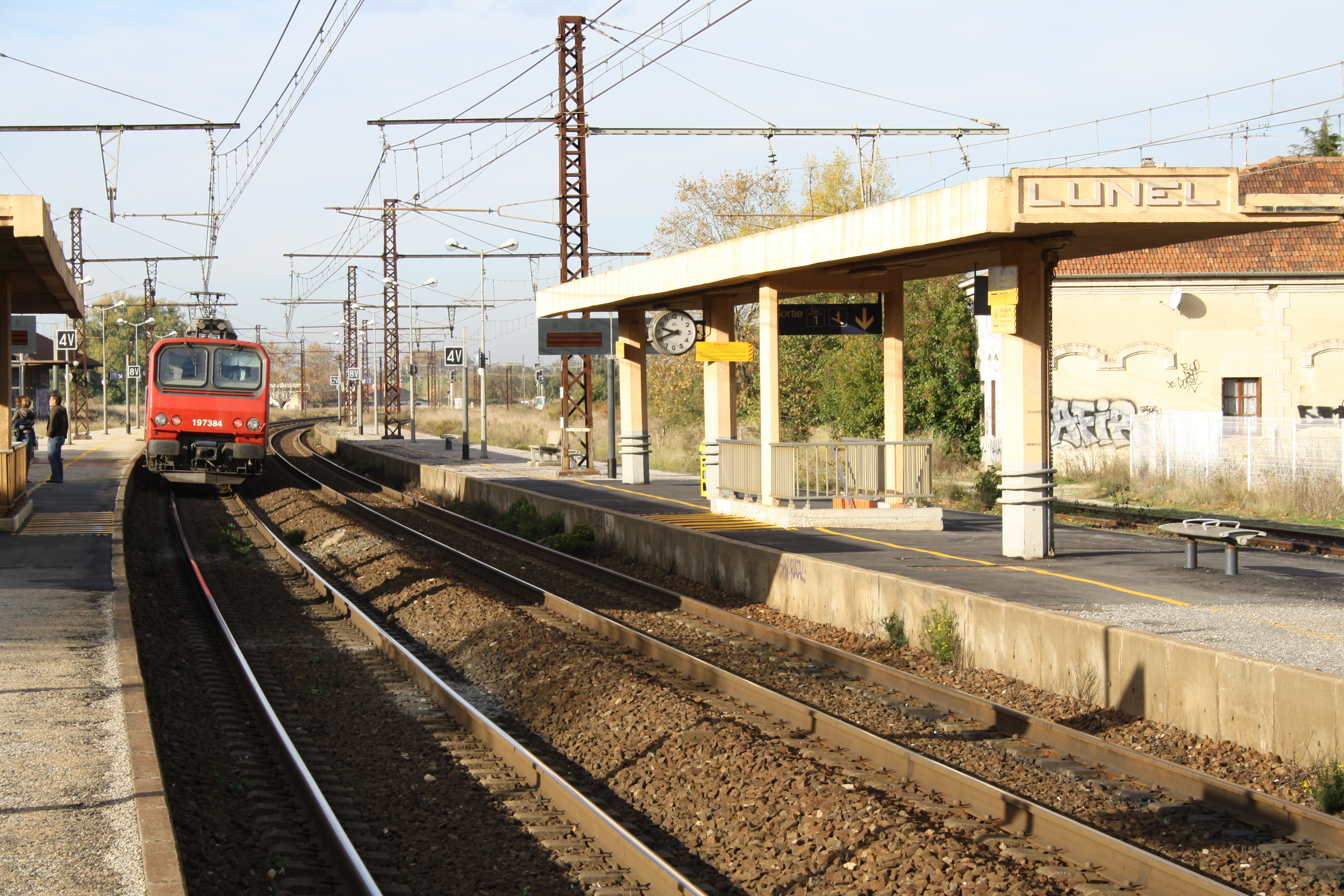
Bahnhof Lunel mit Nahverkehrstriebwagen der Baureihe Z 9600

Im Regionalverkehr wird die Strecke von TER-Zügen der Netze TER Languedoc-Roussillon und TER Provence-Alpes-Côte d’Azur bedient. Verschiedene Linien ermöglichen unter anderem direkte Verbindungen nach Avignon, Narbonne, Arles oder Marseille.

## Zukunft
Aufgrund der hohen Streckenauslastung zwischen Montpellier und Narbonne ist der Bau der Neubaustrecke Montpellier–Perpignan geplant um im Personenfernverkehr die Fahrzeiten zu verkürzen und mehr Kapazitäten für den Güterverkehr zur Verfügung zu stellen. Diese Strecke wird die westliche Fortsetzung des Contournement de Nîmes et Montpellier darstellen und in Perpignan an die LGV Perpignan–Figueres anschließen. Somit wird zwischen Paris und der spanischen Grenze eine durchgehende Hochgeschwindigkeitsstrecke bestehen.
In einer ersten Etappe soll der Abschnitt Montpellier–Béziers erstellt werden um den Abschnitt mit den größten Kapazitätsengpässen zu entlasten, die Inbetriebnahme ist für 2034 vorgesehen. Die Inbetriebnahme der gesamten Strecke ist aktuell für 2045 vorgesehen.